# إيرينا كونستانتينوفا
إيرينا كونستانتينوفا (بالبلغارية: Ирина Константинова)‏ هي راكبة أمواج ‏ بلغارية، ولدت في 10 يوليو 1976 في صوفيا في بلغاريا.

## وصلات خارجية
- إيرينا كونستانتينوفا على موقع الاتحاد الدولي للملاحة الشراعية (موقع جديد) (الإنجليزية)
- إيرينا كونستانتينوفا على موقع الاتحاد الدولي للملاحة الشراعية (موقع قديم) (الإنجليزية)
- إيرينا كونستانتينوفا على موقع اللجنة الأولمبية الدولية (الإنجليزية)
- إيرينا كونستانتينوفا على موقع أوليمبيديا (الإنجليزية)